# Рената Кнапік-Мязґа
Рената Кнапік-Мязґа (15 липня 1988 , Тарнів ) — польська фехтувальниця на шпагах, бронзова призерка Олімпійcьких ігор 2024 року, чемпіонка світу та Європи.

## Виступи на Олімпіадах
| Олімпіада  | Дисципліна          | Місце |
| ---------- | ------------------- | ----- |
| Токіо 2020 | індивідуальна шпага | 15    |
| Токіо 2020 | командна шпага      | 6     |
| Париж 2024 | індивідуальна шпага | 25    |
| Париж 2024 | командна шпага      | 3     |